# Акебия
Акебия (Akebia) е род растения от семейство Lardizabalaceae, включващ четири вида.
- Akebia chingshuiensis T. Shimizu, местен вид за Тайван
- Akebia longeracemosa Matsumura, местен вид за Китай и Тайван
- Akebia quinata (Houtt.) Decne., местен вид за Китай, Япония и Корея
- Akebia trifoliata (Thunb.) Koidz., местен вид за Китай, Япония и Корея
  - Akebia trifoliata, подвид australis
  - Akebia trifoliata, подвид longisepala
  - Akebia trifoliata, подвид trifoliata